# Neuss
Pour les articles homonymes, voir Neuss (homonymie).
Neuss (limbourgeois Nüss ; latin Novaesium ; jusqu’en 1968 : Neuß) est un port fluvial situé dans le Land de Rhénanie-du-Nord-Westphalie en Allemagne, dans l'arrondissement de Rhin Neuss (Rhein-Kreis Neuss). Cette ville occupe la rive gauche du Rhin, à la confluence avec l’Erft vis-à-vis de Düsseldorf et compte environ 152 000 habitants.
Neuss a fêté ses 2 000 ans en 1984 et est donc, avec Trèves, la plus vieille ville d’Allemagne.

## Géographie
- 1Carte dynamique
- 2Carte Openstreetmap
- 3Carte topographique
- 4Carte avec les communes environnantes

Neuss s'est bâtie sur une terrasse alluviale en rive gauche de la vallée du Rhin inférieur face à Düsseldorf, à la confluence de l'Erft avec le Rhin. Le point culminant de la commune se trouve dans le quartier de Holzheim (67,5 m, et le point le plus bas (30 m au-dessus du NN), au sud de la commune. La ville s'étend sur 13,2 km du nord au sud, et sur 12,8 km d'est en ouest. Quoique Neuss se trouve pour l'essentiel à l'est de l'arrondissement de Neuss, le centre géographique de cet arrondissement se trouve dans Neuss intra muros (quartier de Gut Hombroich).
L'agglomération compte nombre de zones naturelles protégées.
Neuss, influencée par la proximité de la mer du Nord et la Dérive Nord-Atlantique, bénéficie d'un climat océanique. La ville connaît peu de neige l'hiver et le printemps est précoce.
| Mois                              | jan. | fév. | mars | avril | mai  | juin | jui. | août | sep. | oct. | nov. | déc. | année |
| --------------------------------- | ---- | ---- | ---- | ----- | ---- | ---- | ---- | ---- | ---- | ---- | ---- | ---- | ----- |
| Température minimale moyenne (°C) | −0,6 | −0,3 | 2,2  | 4,7   | 8,2  | 11,3 | 13,3 | 13,1 | 10,5 | 6,7  | 3,5  | 0,7  | 6,4   |
| Température moyenne (°C)          | 1,9  | 2,6  | 6    | 9,5   | 13,5 | 16,6 | 18,4 | 18,2 | 15,3 | 10,6 | 6,2  | 3    | 10,8  |
| Température maximale moyenne (°C) | 4,5  | 5,6  | 9,9  | 14,3  | 18,9 | 22   | 23,5 | 23,1 | 20,1 | 14,5 | 9    | 5,4  | 15,2  |
| Précipitations (mm)               | 68   | 50   | 65   | 54    | 70   | 85   | 76   | 70   | 63   | 65   | 65   | 74   | 805   |

## Histoire
| Appartenances historiques Électorat de Cologne 1138-1797 République cisrhénane (Roer) 1797-1802 République française (Roer) 1802-1804 Empire français (Roer) 1804-1813 Royaume de Prusse (Province de Juliers-Clèves-Berg) 1815-1822 Royaume de Prusse (Province de Rhénanie) 1822-1918 République de Weimar 1918-1933 Reich allemand 1933-1945 Allemagne occupée 1945-1949 Allemagne 1949-présent |

Neuss est fondée par les Romains, sous le nom de Novaesium vers 16 av. J.-C.

### Haut Moyen Âge

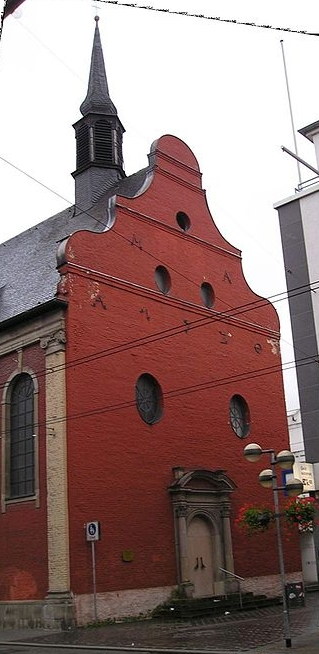
L'église Saint-Sebastianus en la cité de Neuss.

L’archéologue Hugo Borger a découvert, lors de fouilles menées en 1963 autour de la basilique Saint-Quirin, trois tombes franques remontant aux alentours de l'an 500. Elles témoignent de l'occupation continue de Neuss à la fin de la période romaine. On a trouvé des vestiges archéologiques des VIIIe et IXe siècles près de la  grande porte et à l'église Sainte-Marie.
Les premiers actes écrits mentionnant Neuss au Haut Moyen Âge remontent à 877. Il s'agit de l'affranchissement par Louis le Jeune des droits d'octroi de l'abbaye de Werden à Neuss. Toujours au début du Moyen Âge, on sait qu'il y a eu un fort franc à l'emplacement de la ville actuelle de Neuss, puisque les Rois des Romains et empereurs y effectuaient de courts séjours. Neuss dépendait de la terre de Nievenheim : un décret de l’empereur Henri II daté du 18 juin 1023 signale qu'il réside à « Nuiss. » Ce toponyme apparaît sur des décrets de l’empereur Conrad II (« Niuhsse » en 1024) et de l'empereur Henri IV (« Niusse » en 1062). L'hégémonie des archevêques de Cologne sur la région de Neuss est attestée sous le règne de l'archevêque Annon II de Cologne au début de la seconde moitié du XIe siècle. Jusque-là, les Comtes de Clèves, qui avaient fait construire une église en ville, agrandie par la suite pour accueillir les reliques de Saint Quirin, avaient été de façon éphémère les protecteurs de Neuss. Les comtes de Kessel étaient alors prévôts de Neuss. Dans la seconde moitié du Xe siècle, un couvent de Bénédictines, fondé par une famille de haute noblesse, fut construit à côté de l'église. C'est vraisemblablement à cette époque que les reliques de Saint Quirin, le saint patron de cette église, furent rapportées à Neuss.
- Histoire des Juifs et de leur synagogue avant la Seconde Guerre mondiale

### Ville de Rhénanie
Sous le règne des archevêques de Cologne, Neuss devint une ville de la Hanse. La plus ancienne mention écrite que Neuss était un octroi des archevêques de Cologne sur le Rhin, remonte à 1138. Dans un de ses décrets, l'archevêque Arnold Ier de Cologne (en) affranchit la confrérie Sainte-Marie de Bedburg des droits d'octroi. Dès 1190, Neuss bénéficie de l'appellation officielle de ville, et Henri VI affranchit les villes archiépiscopales  de Cologne et Neuss des droits de péage à Kaiserswerth.
Vers 1200, Neuss est enceinte de remparts percés de cinq grandes portes. En 1209, Maître Volbero, par réemploi des pierres d'édifices plus anciens, lance la construction de la basilique Saint-Quirin. En 1222, l'archevêque Philippe Ier octroie les privilèges urbains. Jusqu'au milieu du XIIIe siècle, l'importance de Neuss comme carrefour commercial  rhénan ne cessa de croître, jusqu'à devenir membre de la Hanse. L'affranchissement des droits de douane au Danemark accordé en 1270 par le roi Éric V stimula encore davantage le commerce.
Par la suite, Neuss chercha à réduire sa sujétion au Diocèse de Cologne et sollicita l’immédiateté impériale. En 1254, les bourgeois obtinrent l'autorisation de raser le donjon de l'archevêché au centre-ville. La ville obtint en outre la promesse qu'aucune nouvelle forteresse ne serait érigée en ville sans son consentement,. L'indépendance vis-à-vis de l'archevêché fut confirmée en  1259 par l'archevêque de Cologne Konrad von Hochstaden. Ce dernier octroya aux bourgeois de Neuss l'élection d'un conseil municipal comptant de douze à quatorze échevins, ainsi que les statuts urbains.
En 1271, les comtes de Kessel cédèrent leur prévôté de Neuss à l'archevêque Engelbert II. Mais comme Neuss accordait refuge et logement à Tile Kolup (de), imposteur se prétendant Frédéric de Hohenstaufen, l'empereur Rodolphe de Habsburg révoqua peu après l’immédiateté impériale et assujettit derechef la ville à l'archevêque de Cologne. L’archevêque Henri II restreignit en 1310 les acquis de la charte et les libertés de 1259, en soumettant l'élection des échevins à l'approbation de l'Électorat de Cologne.
Comme les tensions entre la ville de Neuss et l'archevêché de Cologne sur la portée des privilèges s'éternisaient, le nouvel archevêque Frédéric III décida au mois de novembre 1370, juste après son élection, de transférer l'octroi fluvial de Neuss en amont, dans la localité de Zons, d'autant qu'il était certain de l'appui des habitants de l'endroit. Le roi Venceslas donna tort aux bourgeois de Neuss dans la plainte en appel du 6 juillet 1376.
La ville résista pendant près d'un an (du 29 juillet 1474 jusqu'à la fin du mois de mai 1475) au siège de Neuss entrepris par Charles le Téméraire. Cet échec marque le début de la chute des aspirations bourguignonnes. Pour récompenser ses habitants, l’empereur Frédéric III octroya à Neuss le droit de monnaie, le droit de sceau, les mêmes privilèges qu'aux villes de la Hanse et un nouvel emblème. Il confirma les coutumes et la libre élection du conseil des échevins et des juges, contestées jusque-là par les archevêques de Cologne. Le siège terminé, les ruines furent déblayées et la ville retrouva sa prospérité passée.
Au cours de la guerre de Cologne, le comte Adolf von Neuenahr, allié de Gebhard Ier de Waldburg, s'empara en 1585 de la ville de Neuss et détruisit plusieurs châteaux et maisons fortes dépendant de la ville dans ses environs. Au mois de juillet 1586, l'armée des Flandres du stathouder des Pays-Bas espagnols Alexandre Farnèse assiégea Neuss. La ville était défendue par une garnison de 1 600 soldats commandés par Hermann Friedrich von Pelden. Le 26 juillet 1586, Neuss tomba aux mains des assiégeants : elle fut pillée et incendiée. La garnison fut exterminée, et avec elle quelque 3 000 habitants (la ville en comptait alors 4 500. Seules huit maisons échappèrent aux flammes.
En 1635, la femme d'un meunier, Hester Jonas, fut victime des procès en sorcellerie de Neuss pour avoir pratiqué la guérison par les plantes, notamment avec des racines de mandragore.

## Économie
La ville abrite une usine du confiseur allemand Haribo.

## Football
- VfR Neuss

## Jumelages
| - Châlons-en-Champagne, France, depuis 1972 - Pskov, Russie, depuis 1990 - Rijeka, Croatie, depuis 1990 |  | - Saint Paul, Minnesota, depuis 1999 - Nevşehir, Turquie, depuis 2007 - Bolu, Turquie (Amitié), depuis 2008 |

## Personnalités liées à la ville
- Peter Thyraeus (1546-1601), prêtre jésuite, théologien et controversiste, est né à Neuss
- Theodor Schwann (1810-1882), physiologiste, histologiste et cytologiste, est né à Neuss
- Nicolas Pietkin (1849-1921), prêtre catholique et militant wallon, passa ses études au collège de Neuss
- Thea Sternheim (1883-1971), écrivaine allemande, née à Neuss
- Joseph Frings (1887-1978), cardinal catholique allemand, archevêque de Cologne, né à Neuss
- Angela Braun-Stratmann (1892-1966), femme politique et journaliste, née à Neuss
- Jean-Paul Lhopital (1907-1979), éditeur et homme d'affaires français d'origine allemande, né à Neuss
- Georg Neemann (1917-1993), homme politique allemand, député du Bundestag de 1965 à 1972, mort à Neuss
- Anton Turek (1919-1984), footballeur allemand, champion du monde FIFA en 1954, mort à Neuss
- Dieter Wellershoff (1925-2018), écrivain allemand, né à Neuss
- Gotthard Graubner (1930-2013), peintre allemand, mort à Neuss
- Fritz-Albert Popp (1938-2018), chercheur allemand en biophysique, fondateur de l'Institut international de biophysique à Neuss
- Friedhelm Hofmann (1942-), évêque catholique allemand, suit une partie de sa scolarité à Neuss
- Manfred Melzer (1944-2018), prélat catholique allemand, évêque auxiliaire de l'archidiocèse de Cologne, passa son baccalauréat à Neuss
- Friedhelm Funkel (1953-), entraîneur et ex-joueur de football allemand, né à Neuss
- Annette Schavan (1955-), femme politique allemande, ministre fédérale de l'Éducation et de la Recherche, passa la majeure partie de son enfance à Neuss
- Hermann Gröhe (1961-), homme politique allemand, ministre fédéral de la Santé, passa son baccalauréat à Neuss
- Helmut de Raaf (1961-), gardien de but de hockey sur glace allemand, né à Neuss
- Thomas Dorn (1962-), photographe et artiste contemporain allemand, né à Neuss
- Frank Biela (1964-), pilote automobile allemand, né à Neuss
- Michael Hesemann (1964-), auteur et journaliste allemand, passa son baccalauréat à Neuss
- Inga Busch (1968-), actrice allemande, née à Neuss
- Mònica Oltra (1969-), avocate et femme politique de la Communauté valencienne en Espagne, née à Neuss
- Florian Kehrmann (1977-), handballeur allemand, né à Neuss
- Thomas Rupprath (1977-), nageur allemand spécialiste des épreuves de dos et de papillon, né à Neuss
- Lars Börgeling (1979-), athlète allemand spécialiste du saut à la perche, né à Neuss
- Oliver Jonas (1979-), joueur professionnel de hockey sur glace allemand, né à Neuss
- Jawed Karim (1979-), informaticien et entrepreneur américain, grandit à Neuss
- Markus Fothen (1981-), coureur cycliste allemand, né à Neuss
- Thomas Fothen (1983-), coureur cycliste allemand, né à Neuss
- Danny da Costa (1993-), footballeur germano-angolais, né à Neuss